# Hartem
Koordinaten: 52° 49′ 26″ N, 9° 43′ 35″ O

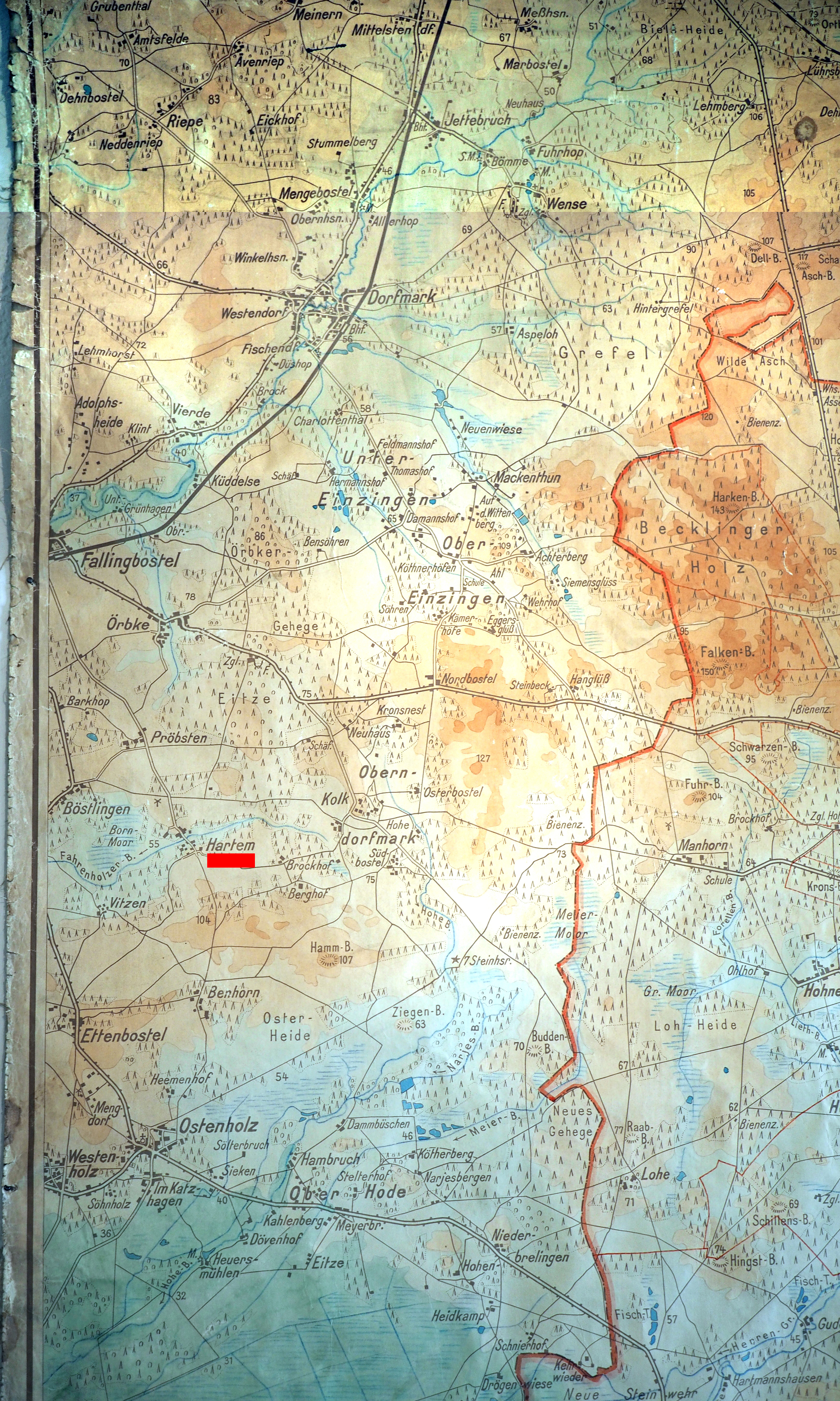
Historische Karte der Ostheidmark

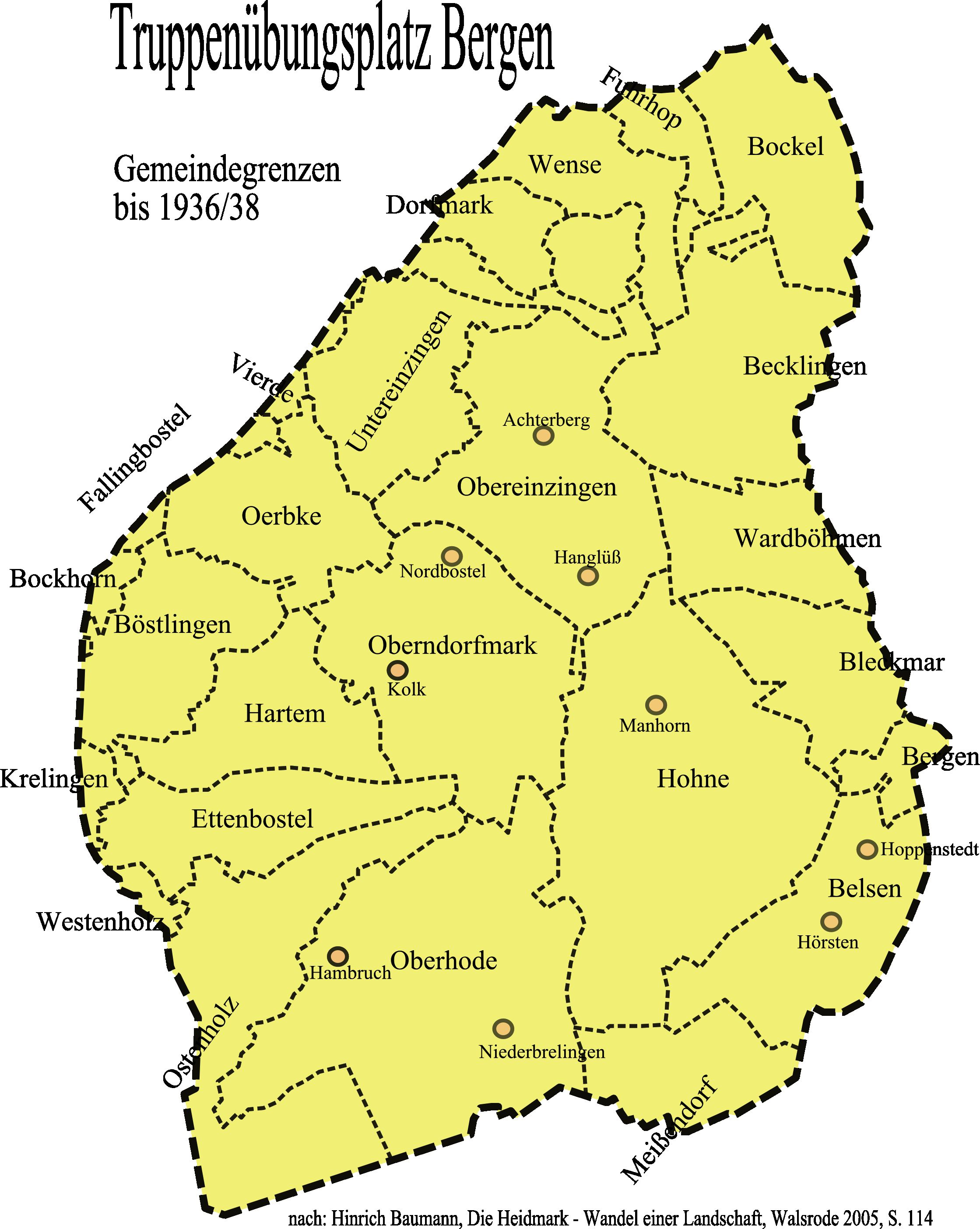
Karte mit Grenzen der ehemaligen Gemeinde Hartem

Hartem ist es eine Gemarkung des gemeindefreien Gebietes Osterheide im Landkreis Heidekreis, in der Lüneburger Heide (Niedersachsen), mit einer Fläche von 51,15 km².  Hartem war ein Dorf und eine Gemeinde in der Ostheidmark im Altkreis Fallingbostel. Zur Gemeinde Hartem gehörten außerdem die Höfe Vitzen, Brockhof und Berghof. 

## Geschichtliches
Der Ursprung des Namens Hartem leitet sich von dem Namen "Hartmar" ab. So hieß dereinst der Sippenälteste. Hartem war seit dem 12. Jahrhundert bäuerlich geprägt. Der Brockhof, ein alter Lehnshof, ist vielleicht der alte Edelhof der von Hatmere. Eine Urkunde des Hodenberger Urkundenbuches nennt 1371 einen Ritter Clemens von Hatmere. Der Berghof lässt sich urkundlich bis in das Jahr 1438 nachweisen. In der Nähe liegende Hügelgräber aus der Bronzezeit weisen aus, dass hier bereits vor mehr als 3000 Jahren eine Siedlung bestand. Der Hof hatte eine Größe von insgesamt 522 Morgen (137 Hektar). 
Die Gesamtgröße des Gemeindegebietes Hartem betrug 1003 Hektar, die zu 100 % in den Truppenübungsplatz gefallen sind. 
Hartem gehörte zu der Gegend der Ostheidmark mit gutem Boden. Aber gerade diese schweren Böden konnten in alter Zeit nicht beackert werden (siehe auch Heidmark#Der einstige Kulturraum der Ostheidmark). Haupterwerbsquelle war bis in das 19. Jahrhundert die Heidschnuckenhaltung. In dem Gebiet gab es viele „wüste Höfe“, was zum einen an den erwähnten Böden lag, auf denen die Bewohner kein ausreichendes Einkommen erwirtschafteten konnten, und im Lüneburger Erbfolgekrieg (1371–1388) wurden auch viele Anwesen zerstört. 1818 erhielt Hartem ein Schulgebäude. Erster Lehrer war bis 1841 J. H. Uetzmann, der 1816 mit 18. Jahren für 40 Taler Jahresgehalt die Schulmeisterstelle antrat.
Im Zuge der Errichtung des Truppenübungsplatzes Bergen erfolgte vom Sommer 1935 bis Mai 1936 die Umsiedlung der Bevölkerung und Räumung des gesamten Gebietes. Die Hofbesitzer wurden entschädigt, die Gebäude wurden zum größten Teil abgerissen (siehe Heidmark#Zerstörung der Ostheidmark in der Zeit des Nationalsozialismus). Die Familie Meier, Besitzer des Berghofes, wurde zum Beispiel nach Lutterloh im Landkreis Celle umgesiedelt und bewirtschaftet jetzt hier einen neuen Bauernhof.

### Einwohnerentwicklung
Hartem hatte folgende Einwohnerentwicklung:

1770 –  87 Einwohner

1821 – 123 Einwohner

1933 – 130 Einwohner